# Prachovnice (chemie)
Prachovnice je skleněná laboratorní nádoba válcového tvaru, opatřená zábrusem a hermeticky uzavřená zábrusovou zátkou. Sklo je obvykle sodnovápenaté či borosilikátové, čiré či hnědé pro ochranu chemikálií před světlem. Slouží k uchovávání látek v pevném skupenství, na rozdíl od reagenční láhve. Má široké hrdlo pro snazší nabírání laboratorní lžičkou či kopistí. Zábrus brání vniknutí vzduchu a vlhkosti a brání úniku plynů zevnitř. V případě potřeby se přelepuje například parafilmem.[zdroj?]